# AMX-50
 (mai 2023).
Si vous disposez d'ouvrages ou d'articles de référence ou si vous connaissez des sites web de qualité traitant du thème abordé ici, merci de compléter l'article en donnant les références utiles à sa vérifiabilité et en les liant à la section « Notes et références ».
L'AMX-50, AMX 50 (désignation officielle) ou AMX M 4 (nom du projet) est un projet de char lourd développé par la France au lendemain de la Seconde Guerre mondiale. Des experts de la RFA sont intervenus sur le moteur Maybach. Malgré un financement américain, une seule série de prototypes est construite sans donner de suites.

## Historique

### Contexte
En juillet 1945, au lendemain de la libération, l’État-major des armées exprime le besoin d’un char lourd de conception nationale. Dans la perspective de la montée des tensions avec l’URSS et avec les bilans tirés du dernier conflit mondial, l’armée de terre française présente un cahier des charges précis de ce que doit être le futur char principal de l’armée. Le char doit être comparable sur plusieurs points à des engins déjà existants. En effet, il est demandé un armement d’une puissance minimale équivalente au canon de 88 mm du Tigre II allemand. Il est aussi demandé un blindage équivalent à celui du Panther et une mobilité proche de celle du T-34.[citation nécessaire]

### Projets
Quatre projets sont proposés mais un seul est sélectionné pour devenir un prototype, celui de la firme AMX. En effet, à l’époque, les États-Unis veulent que l’Europe se dote d’une industrie militaire puissante. Mais, à cause des difficultés matérielles et financières dues au désastre de la Seconde Guerre mondiale, les États-Unis portent assistance aux nations européennes via les off shore procurement programs, un système de crédits qui vise à doter l’Europe occidentale d’un complexe militaro-industriel performant en vue d’un conflit avec l’Union soviétique. À noter que, pour la première fois depuis 1917, Renault ne participe pas à l’appel d’offres, pour cause de nationalisation consécutive à la collaboration de l’entreprise sous l’occupation.
Le programme AMX 50 comporte plusieurs volets qui sont réalisés à quelques exemplaires :
- AMX 50
- AMX 50 surblindé
- AMX 50 surbaissé
- AMX canon automoteur de 120mm

### Conception
La motorisation choisie est celle d’un moteur allemand capturé à la fin de la guerre, le HL234 de la firme Maybach. Pour inclure cet élément dans le projet, il faut, en plus de la saisie de matériel et de prototypes allemands, la venue en France d’ingénieurs et de mécaniciens ayant servi dans les usines du Troisième Reich. Quant à l’armement et la tourelle, ils sont de conception 100 % française. C'est notamment la première apparition du système de tourelle oscillante qui devient classique sur tous les engins blindés français des années 1950.

### Abandon
Les essais effectués laissent entrevoir un char supérieur à ses homologues américains et soviétiques que sont respectivement les M26 Pershing et IS-3. Mais les Américains ne veulent pas financer un projet qui ne soit pas adopté. Il faut donc que les deux pays, la France et l’Allemagne de l’Ouest, adoptent le char pour que son développement continue. Si la France semble prête à accepter le projet, ce n’est pas le cas de la RFA qui s’inspire des doctrines de l’ex-général Heinz Guderian, partisan de chars plus légers et plus rapides. 
De plus, le développement de nouvelles technologies et de capacités dans le domaine des missiles et des obus à charge creuse rend le blindage massif du char obsolète et inadapté à un futur conflit de grande envergure.

## Versions

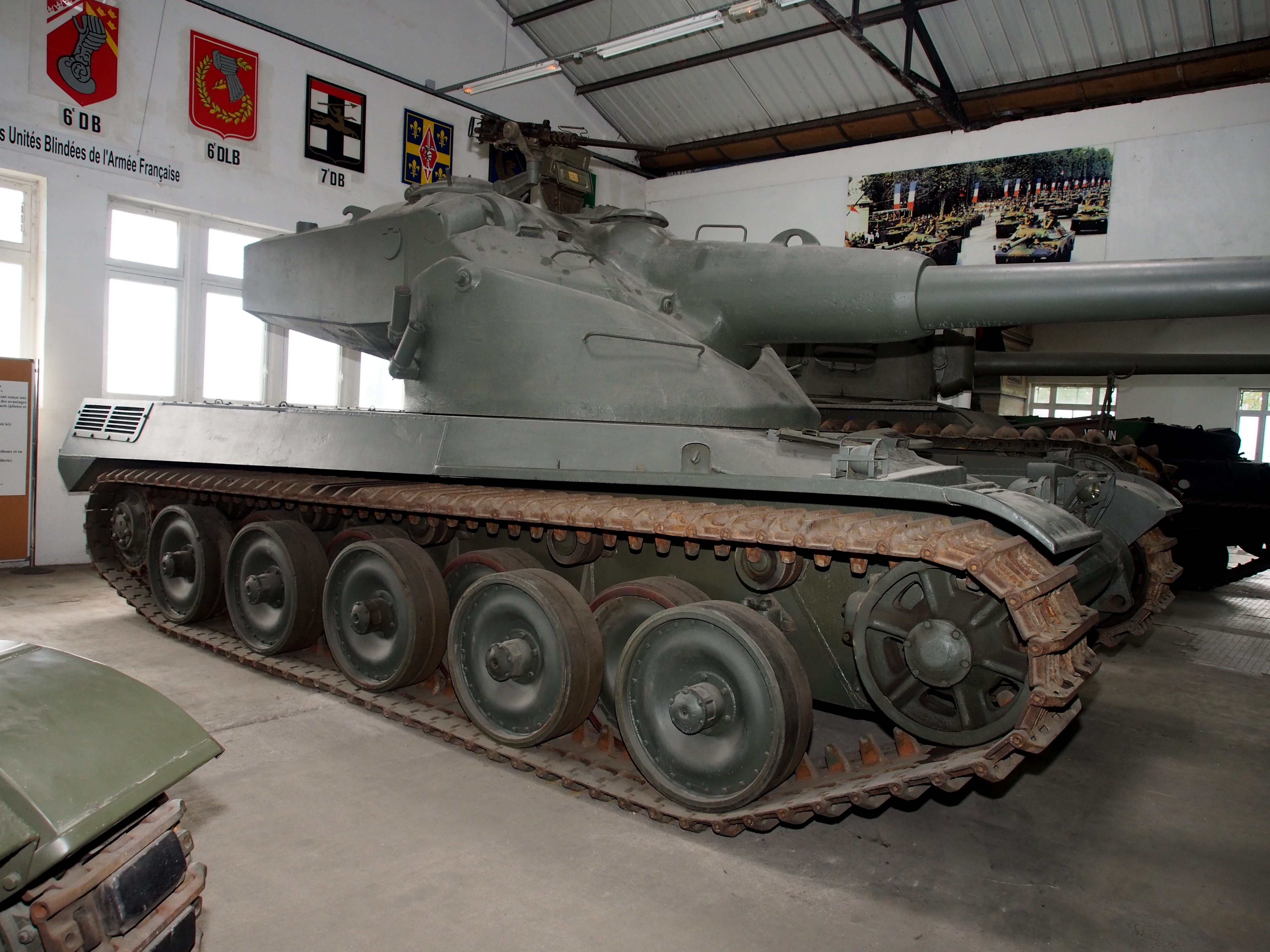
AMX 50 120 mm surbaissé au musée des blindés de Saumur.

Le concept étudié est décliné en plusieurs versions, :
- AMX M 4 ou Projet 141 - 1945 - Une toute première version de l'AMX 50 est équipée d'une tourelle non oscillante très similaire à celle du char Tigre II et d'un canon Schneider de 90 mm. Le blindage du châssis et de la tourelle sont fortement rognés afin de limiter le poids à 30 tonnes, limitant celui-ci à quelque 30 millimètres. Équipage de 3 hommes. Nombre inconnu de prototypes produits.
- AMX 50 100  - 1949 - Une première version de l'AMX 50 avec différents tests de tourelles oscillantes, notamment la tourelle « Lorraine » fabriquée par FAMH. Celle-ci s'obstruait rapidement et fut vite jugée trop fragile[6]. Le canon de 90 mm est remplacé par un canon de 100 mm SA47 sur le deuxième prototype. Le char est à nouveau blindé, son poids passant de 30 à 50 t, d'où le nom. Équipage de 5 hommes. 2 prototypes produits.
- AMX 50 120  - 1951 - Une autre version de l'AMX 50 reçoit une nouvelle tourelle oscillante agrandie et un nouveau canon de 120 mm SA46. La tourelle grandit le char à plus de 3,5 mètres[6]. Cette version est basée sur le même châssis que la version AMX M 4.
- AMX 50 120 (surblindé) ou AMX 70 t - 1955 - Cette version surblindée de l'AMX 50 120 utilise le même armement que l'AMX 50 120 mais avec une nouvelle tourelle oscillante (devait être équipé d'une tourelle conventionnelle) plus basse. Le blindage avant de type « pike nose » (en pointe) est inspiré des chars lourds soviétiques IS-3 et T-10.
- AMX 50 120 (surbaissé) ou AMX 50 TOB - 1958 - Dernière version de l'AMX 50 et dernière version de l'AMX 50 120. Elle utilise le même armement que l'AMX 50 120. Les munitions sont réparties en deux tambours de 9 obus soit 18 obus prêts à tirer, 8 autres en tourelle et 19 obus dans le châssis[7]  mais avec une nouvelle tourelle nommé « Tourelle TOB 120 » pour « Tourelle Oscillante Basse de 120 » aussi appelée « Tourelle D » ou encore « Saint-Chamond » du nom de l'atelier de construction CAFL. Nouveau châssis moulé. Bien que prometteur, le véhicule n'atteint pas les 15 ch/T attendus.

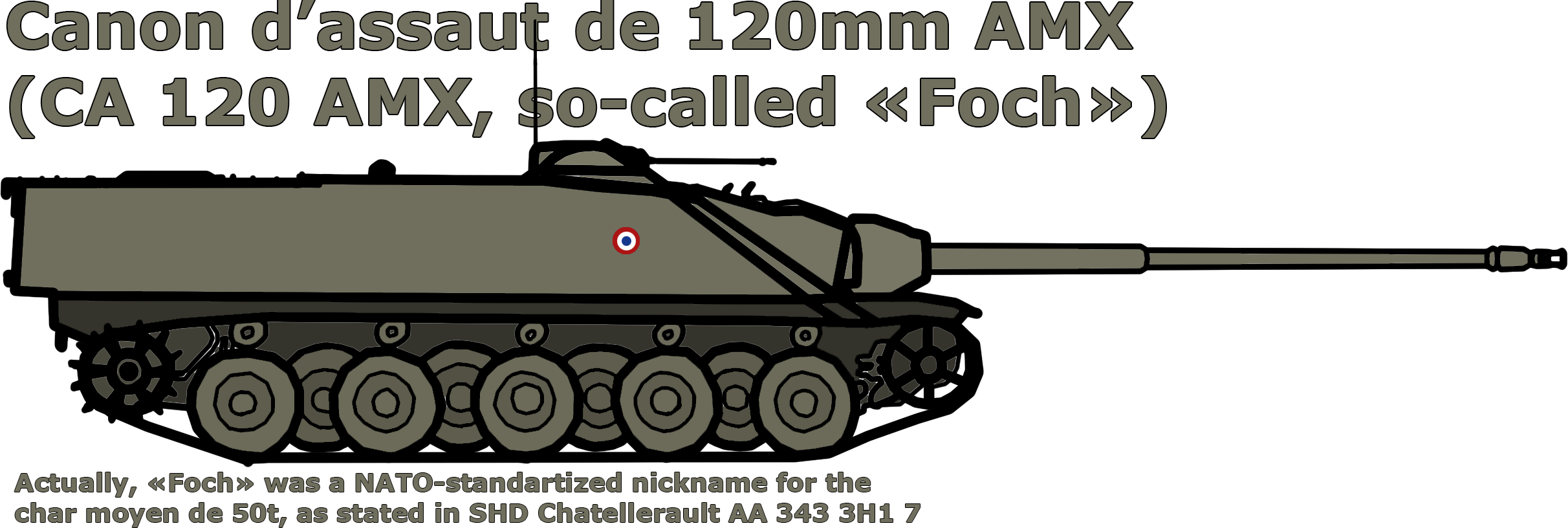
L'illustration de CA 120 AMX

- Canon automoteur de 120mm[8]. - Cette version, basée sur le châssis « M 4 », est équipée d'un canon de 120 mm SA46, et doit servir de chars d'appui à longue distance, mais un seul exemplaire est construit.

### Les AMX-50 dans les jeux vidéo
- Les différentes variantes de l'AMX 50 sont présentes dans World of Tanks. On y retrouve la version équipée d'un canon de 100 mm semi-automatique modèle 1947 (AMX-50 100 dans le jeu), la version surblindée (AMX 50 120), (Il faut cependant noter que cette version est très mal représentée. En effet, le vrai char est blindé de 200 à 255 mm selon les sources et la forme du char en jeu est totalement différente du véritable char : avec peu de blindage) et la version surbaissée (AMX 50B) ces deux dernières variantes étant équipées d'un barillet pour obus de 120 mm. Le chasseur de char « Foch » est également présents dans ce jeu, on y retrouve ainsi la version historique avec le canon de 120 mm modèle semi-automatique 1946 ainsi qu'une version fictive avec un canon antichar de 155 mm. Des prototypes de l'automoteur Foch sont également présents.
- War Thunder. Dans ce jeux on peut retrouver 5 versions du char AMX-50.

1. L'AMX-50 (TOA100) équipé d'un canon de 100 mm en char moyen de « cote de bataille » (en anglais : Battle Rating) ou BR 7.7 bataille réaliste, 7.0 en bataille arcade et simulateur.
2. L'AMX-50 Surbaissé est un char lourd équipé d'un canon de 120 mm et de BR 7.7 en arcade réaliste et simulateur.
3. L'AMX-50 Surblindé est un char lourd équipé lui aussi d'un canon de 120 mm et de BR 7.7 en arcade, réaliste et simulateur. Ce char pouvait être déblocable lors d'un événement « Recon under Fire ».
4. L'AMX-50 Foch est un chasseur de char équipé d'un canon de 120 mm et de BR 7.3 en bataille réaliste, bataille arcade et bataille simulateur.
5. L'AMX-50 (TO90/930) est un char moyen équipé d'un canon de 90mm et de BR 8.0 en arcade réaliste et simulateur. Ce char est une récompense du battle pass « Royal Guard ».